# Belly Full of Turkey
Bản mẫu:Thông tin truyền hình episode
"Belly Full of Turkey" (tạm dịch: "Bụng đầy Gà Tây") là tập phim thứ chín trích từ mùa đầu tiên của sê-ri truyền hình của sê-ri truyền hình How I Met Your Mother được phát sóng chính thức vào ngày 21 tháng 11 năm 2005.

## Nội dung
Vào ngày Lễ Tạ ơn, Marshall và Lily đã viếng thăm gia đình của Marshall ở Minnesota. Trong khi Marshall đã chơi trò Bóng rổ trên băng (sự kết hợp của môn Bóng rổ và môn Hookey; trò chơi mà gia đình Eriksen thường xuyên chơi) thì Lily đang trong nhà bếp giúp đỡ mọi người, cô đã nghe kể rằng cháu trai và cháu gái của Marshall đã to thế nào khi mới được sinh ra và bắt đầu sợ hãi rằng con của mình sẽ rất "khổng lồ" (dù cao 6'4 inch nhưng Marshall vẫn là người thấp nhất trong gia đình, kể cả chị dâu của anh cũng rất cao). Cuối cùng, trong bữa ăn tối hôm ấy, Lily đã chạy ra khỏi nhà và mua một thanh xét nghiệm thai tại một cửa hàng bách hóa. Dù vậy, Marshall sau đó đã phát hiện rằng cô đang bị giam tại đồn vì tiểu tiện nơi công cộng, anh sau đó cũng đã trò chuyện với Lily. Cô đã nói về việc phân vân có nên lập nên một gia đình "người khổng lồ ăn sốt mayonnaise tại Minnesota" hay không, nhưng Marshall đã đảm bảo với cô rằng họ sẽ không sống tại Minnesota, nhằm giúp Lily đỡ sợ hãi. Sau đó, họ đã phát hiện cô không mang thai, vì vậy, hai người đã vui vẻ trở về nhà Eriksen.
Trong khi đó, Robin và Ted không hề có ý định gì cho ngày Lễ Tạ Ơn, nhưng họ đã quyết định rằng mình sẽ trở thành tình nguyện viên tại một quán án cho người nghèo. Họ đã đến quán và tình cờ gặp Barney khi anh đang là một trong những tình nguyện viên tại đây. Dù vậy, danh sách người tình nguyện đã đủ, nhưng vì là bạn bè, Barney đã giúp họ làm việc ở quán. Không lâu sau, hai người đã phát hiện rằng không phải tất cả những người nghèo có đồ ăn; rất nhiều tình nguyện viên đã đem về nhà rất nhiều đồ ăn, đặc biệt là đồ đóng hộp. Ted sau đó đã ném đồ ăn cho những người nghèo nhưng cả ba người đều bị đuổi ra khỏi quán, khiến cho Tình nguyện viên của Năm tại quán, Barney, trở nên tức giận. Trước đó, họ đồng thời cũng đã phát hiện rằng anh chỉ làm việc tại đây để hoàn thành dịch vụ cộng đồng khi bị giam vì tiểu tiện nơi công cộng (tương tự như Lily). Nhưng sau đó, Ted và Robin đã cùng đến câu lạc bộ thoát y với Barney vào ngày Lễ Tạ Ơn. Ngoài ra, Ted còn trả tiền cho một vũ công để cô có thể nhảy thoát y cho một người vô gia cư lạ mặt, vì tấm lòng "từ thiện" của mình. Sau đó, một nữ vũ công đã gặp Ted bởi cách hành xử vừa rồi của anh, cô đồng thời đã tiết lộ tên thật của mình, Tracy. Ted Tương lai sau đó đã kể rằng "đó chính là câu chuyện mà anh đã gặp mẹ bọn trẻ", nhưng các con của anh đã phát hiện đó chỉ là trò đùa.

## Âm nhạc
- "Nobody Move, Nobody Get Hurt" của We Are Scientists.
- "You Belong to Me" của The 88.
- "Mr. Roboto" của Styx.
- Barney hát lẩm nhẩm bài "Little Red Riding Hood" từ Into the Woods khi đang là tình nguyện viên.